# Степной (Ейский район)
Степной — посёлок в Ейском районе Краснодарского края, входит в состав Александровского сельского поселения.

## География

### Уличная сеть
В Степном 23 улицы и 1 переулок.

## История
Посёлок Степной зарегистрирован 22 августа 1952 года.

## Население
| 2002 | 2010  |
| ---- | ----- |
| 1745 | ↘1736 |